# Hvativ, Busk
Hvativ (în ucraineană Хватів) este un sat în comuna Kutî din raionul Busk, regiunea Liov, Ucraina.

## Demografie
Componența lingvistică a localității Hvativ
     Ucraineană (99,56%)
Conform recensământului din 2001, majoritatea populației localității Hvativ era vorbitoare de ucraineană (99,56%), existând în minoritate și vorbitori de alte limbi.